# Rhachisphora trilobitoides
Rhachisphora trilobitoides là một loài côn trùng cánh nửa trong họ Aleyrodidae, phân họ Aleyrodinae.
Rhachisphora trilobitoides được Quaintance & Baker miêu tả khoa học đầu tiên năm 1917.